# Джон Милтън
Джон Милтън (англ. John Milton) е английски поет и публицист, автор на сонети, лирични стихотворения и епични поеми. Пише публицистични книги и памфлети в защита на английския народ и републиката на Кромуел. Известен е най-вече с епическата си поема „Изгубеният рай“.

## Биография

### Произход и младежки години
Роден на 9 декември 1608 г. в Лондон, Англия. Бащата на Милтън, Джон Милтън Старши (ок. 1560 – 1647 г.) се премества в Лондон около 1583 г. след като неговият баща, Ричард Милтън, който е католик, го лишава от наследство щом открива, че синът му е протестант. Около 1600 г. бащата на поета се оженва за Сара Джефри (1572 – 1637 г.). Семейството живее на Бред Стрийт в Чийпсайд, близо до катедралата „Св. Павел“. Бащата работи като писар. Той е и композитор на църковна музика, като същата любов към нея изпитва и синът. Финансовото състояние на семейството позволява на Джон младши да изучава класически езици, първо в къщи, а после и в училището към „Св. Павел“.
През 1625 г. Милтън е приет в Кеймбридж. Година по-късно е наказан, тъй като участва в скандал с учителя си Уилям Чапъл. Може би именно по време на краткото си завръщане в Лондон, той прави първите си стъпки в поезията. Връщайки се в университета, Милтън получава нов наставник – Натаниел Тови. Въпреки това той не е доволен от начина на обучение и няма много приятели. В Кеймбридж композира „Утринта на Рождество Христово“, 25.XII.1629 г.

### Изследвания, поезия и пътувания
През 1632 г. Милтън се връща в Лондон, където прекарва няколко години в усърден труд – изследователски и композиторски. Неговата поема „On Shakespeare“ е издадена същата година. От този период са „L'Allegro“ и „Il Penseroso“. В 1637 г. умира майка му. Месеци по-късно същата участ сполетява неговия близък приятел Едуард Кинг, който се удавя. През ноември Милтън композира елегията „Lycidas“, публикувана в мемориално издание в Кеймбридж, 1638 г.
Според обичая по онова време Милтън заминава на пътешествие из Европа през пролетта на 1638 г. Пристига във Флоренция през есента, където вероятно среща Галилео Галилей, който по това време е арестуван по заповед на Инквизицията. В Рим Милтън гостува на кардинал Барберини, племенник на папата и посещава Ватиканската библиотека. В Неапол Милтън среща Джовани Батиста, биограф. На него посвещава „Mansus“. С дълбока тъга научава за смъртта на още един скъп приятел, Чарлс Диодати. Поради слуховете за гражданска война в Англия, решава да се върне у дома през юли 1639 г. Малко след това композира „Epitaphium Damonis“, поема на латински в памет на Диодати.

### Гражданска война, трактати и брак
Писателят се установява в Лондон, където започва да обучава племенниците си, като по-късно приема за ученици и деца на по-знатни жители на града. Гражданската война назрява – Чарлс I нахлува в Шотландия през 1639 г., а Парламентът е свикан година по-късно. Милтън започва да пише памфлети с политическа и религиозна тематика – „За Реформацията“ е публикуван 1641 г.
През пролетта на 1642 г. Милтън се жени за Мери Пауъл (той е на 34 години, а тя – на 17), но връзката им е нещастна и Мери го напуска. Това провокира автора да напише няколко трактата за развода, в които защитава разбирането за несъвместимостта между характерите на съпрузите като достатъчно основание за разтрогване на брака. Първият трактат се появява анонимно през 1643 г. под заглавие „Учението и правилата за развода“. Следва второ, разширено издание от 1644 г. Противниците на Милтън призовават за забраняване на съчинението и обвиняват автора в поквареност и защита на многоженството.
За да се защити, в края на 1644 г. Милтън публикува „Ареопагитика“, в която обосновава разбирането си за свобода на печата. По-късно през същата година пише и краткия трактат-писмо „За образованието“, където се противопоставя на коменианския педагогически модел. През следващата година издава „Tetrachordon and Colasterion“ и „Поемите на господин Джон Милтън“.
Авторът отново се събира с Мери Пауъл. Тяхната дъщеря се ражда през 1646 г. В 1647 г. умират бащата и тъстът му.
Възможно е Милтън да е присъствал на екзекуцията на Чарлс I на 30 януари 1649 г. „Собствеността на кралете и магистратите“ е публикуван две седмици по-късно. Следват множество творби, някои от които поръчани от управляващата клика на Кромуел. През 1651 г. се ражда първият син на Милтън, Джон, и семейството се мести в Уестминстър.
През февруари 1652 г. Милтън загубва зрението си. Това го кара да напише сонета „Когато започнах да мисля, че моята светлина е вече изчерпана“. През май същата година се ражда втората дъщеря на автора, Дебора, а едногодишният Джон умира през юни. През 1656 г. Милтън се жени за Катрин Уудкок, която ражда дъщеря Катрин през 1657 г., но в началото на 1658 г. и майката, и детето умират. В памет на съпругата си той пише сонета „Methought I saw my late espoused saint“.

### Години на Реставрацията
През 1658 г. лорд-протектор Оливър Кромуел умира 1659 г. и Милтън е подложен на преследване от привържениците на Чарлс II. През есента на 1659 писателят е заловен и хвърлен в затвора, но по волята на Парламента преди Коледа е освободен. На 30 май 1660 г. на трона се качва именно Чарлс II.
През 1663 г. Милтън се жени за трети път, този път за Елизабет Минсхъл, против която били настроени неговите дъщери. Той прекарва остатъка от живота си, обучавайки ученици и в писане на поемата „Изгубеният рай“ (Paradise Lost). Тя е сред най-великите английски поеми, писани някога, и фактът, че е написана от сляп човек, който помни стиховете наизуст и после ги диктува на специално назначен за целта текстописец, я прави още по-забележителна. „Изгубеният рай“ е издадена в 1667 г. в десет книги. Допълнителни материали получава изданието от 1668 г. Успехът ѝ е невиждан.
Милтън умира на 8 ноември 1674 г. в Лондон и е погребан в църквата Сейнт Джайлс (Св. Егидий) в Крипългейт. Паметник на автора е издигнат в Ъгъла на поетите в Уестминстърското абатство.

## Поетични и драматични произведения
- „Изгубеният рай“ (Paradise Lost, 1667 г.)
- „Самсон борецът“ (Samson Agonistes, 1671 г.)
- „Възвърнатият рай“ (Paradise Regained, 1671 г.)
- Il Penseroso (1633 г.)
- L'Allegro (1645 г.)
- Comus (a masque) (1634 г.)
- Lycidas (1638 г.)
- Poems, &c, Upon Several Occasions (1673 г.)

## Политическа, философска и религиозна проза
Милтън може да се определи като ранен апостол на либерализма. Във времената на абсолютната монархия той е крайно непопулярен и считан за опасен със своите републикански възгледи.
- „Ареопагитика“ (Areopagitica, 1644 г.)